# Quinto Minúcio Termo
Quinto Minúcio Termo (m. 188 a.C.; em latim: Quintus Minucius Thermus) foi um político da gente Minúcia da República Romana eleito cônsul em 193 a.C. com Lúcio Cornélio Merula.

## Primeiros anos

Mapa da Gália Cisalpina. Em azul, os povos gauleses. Em vermelho, os não-gauleses, incluindo os lígures, que viviam na região conhecida ainda hoje como Ligúria.

Em 202 a.C., Termo serviu com Cipião Africano como tribuno militar em sua campanha na África. No ano seguinte, foi tribuno da plebe e, em 198 a.C., foi eleito edil curul. No ano seguinte, trabalhou como triúnviro (triumviri coloniis deducendis) para fundar novas colônias em Putéolos, Volturno, Salerno e Bruxento (moderna Policastro Brussentino).
Como tribuno da plebe em 201 a.C., Termo e seu colega, Mânio Acílio Glabrião, vetaram a proposta de Cneu Cornélio Lêntulo de ter a África como sua província consular. Termo foi também o responsável pela lei que confirmava a paz com Cartago depois da Segunda Guerra Púnica.
Em 196 a.C., foi pretor e recebeu a província da Hispânia Citerior, uma região conflagrada pela Revolta Ibérica de 197-195 a.C.. Conseguiu consolidar a anexação romana com tanto sucesso, especialmente ao derrotar os revoltosos na Batalha de Turda, que, ao retornar a Roma, lhe foi concedido um triunfo.

## Consulado e proconsulado (193-190 a.C.)
Foi eleito cônsul com Lúcio Cornélio Merula em 193 a.C. e recebeu o comando da Ligúria, onde estava ocorrendo uma revolta generalizada. Montou em Pisae o seu quartel-general e lutou com vigor contra os lígures, mas, como estava em inferioridade numérica, foi obrigado a realizar uma campanha defensiva. Mesmo assim, esteve em grande perigo pessoal por duas vezes durante a campanha. Impossibilitado de voltar a Roma para conduzir as eleições, o Senado decidiu convocar Cornélio Merula, que havia vencido os boios na Batalha de Mutina.
No ano seguinte, permaneceu no comando de suas forças como procônsul e, depois de receber reforços, conseguiu passar para a ofensiva e finalmente derrotou decisivamente os lígures. Prorrogado mais uma vez no comando, derrotou novamente os lígures, que haviam tentado um ataque surpresa noturno contra o acampamento romano.
Permaneceu como procônsul da Ligúria até 190 a.C., quando recebeu ordens de transferir o comando a Cipião Násica.

### Conflito com Catão
Quando finalmente conseguiu voltar a Roma, em 190 a.C., pediu um triunfo pelas vitórias na Ligúria, mas o Senado negou, principalmente por causa da oposição de Catão, o Velho, que proferiu dois poderosos discursos para mudar a opinião dos que eram favoráveis ("Decem hominibus" e "Pugnis in falsis"). Em resumo, Catão acusou Termo injustamente de haver assassinado dez homens livres na Ligúria, de ter inventado falsas batalhas e de exagerar o número de inimigos mortos.
Catão realizou um terceiro discurso chamado "De suis virtutibus contra Thermum", que é citado por Festo e outros gramáticos. Meyer supõe que Catão acusou Termo em 189 a.C., ano no qual este discurso teria sido proferido, mas esta hipótese é improvável, já que sabemos que Termo serviu com Cipião Asiático neste ano.

## Anos finais
Quinto e seu irmão, Lúcio Minúcio Termo, foram enviados por Cipião Asiático para receber o juramento de Antíoco III, da Síria selêucida, no tratado firmado ao final da Guerra romano-síria. No mesmo ano, foi nomeado pelo Senado como um dos dez encarregados (decênviros) de resolver os assuntos da Ásia Menor ajudando o cônsul Cneu Mânlio Vulsão a firmar um tratado um novo tratado com Antíoco que permitisse a criação de uma colônia na Ásia. Termo foi com Mânlio receber o juramento de Antíoco para este novo tratado e foi morto com ele pelos trácios em sua viagem de volta.